# Ceropegia thwaitesii
Ceropegia thwaitesii är en oleanderväxtart som beskrevs av William Jackson Hooker. Ceropegia thwaitesii ingår i släktet Ceropegia och familjen oleanderväxter. Inga underarter finns listade i Catalogue of Life.